# Trận Viên
Trận Viên là trận chiến lớn đã diễn ra vào ngày 12 tháng 9 năm 1683 sau khi Viên (Áo bấy giờ) bị Đế quốc Ottoman bao vây trong vòng 2 tháng. Liên quân Ba Lan-Áo-Đức do vua Ba Lan Jan III Sobieski chỉ huy đã đánh bại quân Thổ do Merzifonlu Kara Mustafa Pasha chỉ huy. Trận chiến đánh dấu sự kết thúc mối đe dọa của đế quốc Ottoman ở miền Trung Âu.

## Bối cảnh
Sau khi Köprülü Ahmed Pasha qua đời, Merzifonlu Kara Mustafa Pasha trở thành Đại Vizia của Thổ Nhĩ Kỳ vào ngày 5 tháng 11 năm 1676. Trước đó Vua Thổ đã viện trợ vũ khí và tiền bạc cho các lực lượng Kháng Cách thiểu số tại Hungary để học chống lại Đế quốc La Mã Thần thánh. Mustafa Pasha đưa Imre Thököly lên làm vua Hungary.
Sau khi trở thành vua Hungary, Imre Thököly gây bạo động chống lại Hoàng đế Leopold I. Quân nổi dậy Hungary kêu gọi sự giúp đỡ của vua Thổ và ngày 14 tháng 7 năm 1683, Mustafa Pasha bao vây thành Viên.

## Diễn biến
Cuộc bao vây kéo dài trong 60 ngày. Đại Vizia Kara Mustafa Pasha làm tổng chỉ huy quân Ottoman trong khi Giáo hoàng Innocent XI gửi vua Ba Lan Jan III Sobieski đến chặn đánh quân Ottoman. Quân Ba Lan-Litva của Jan Sobieski có 30.000 trong khi 40.000 Habsburg do Charles V, Công tước xứ Lorraine chỉ huy.
Ngày 12 tháng 9 năm 1683, đội quân Liên minh Thần thánh do Jan Sobieski chỉ huy đánh thắng đội quân Ottoman trên đồi Kahlenberg. Lúc 17 giờ, ông ra lệnh tấn công, với 3 mũi kỵ binh Ba Lan và 1 mũi của Áo. Hai mươn ngàn kỵ binh lao xuống từ các ngọn đồi, tạo nên cuộc xung phong bằng kỵ binh lớn nhất trong lịch sử. Đích thân vua Ba Lan chỉ huy 3000 kỵ binh nặng Winged Hussars. Cuộc tấn công phá vỡ hàng ngũ Ottoman, đánh thẳng vào doanh trại người Thổ trong lúc quân thủ thành xông ra tham chiến. Sau hơn ba tiếng kể từ khi phát động kỵ binh tấn công, người Thiên chúa giáo hoàn toàn thắng trận và giải vây được thành Viên. Quân Thổ phải rút về Beograd. Với sự thất bại của người Thổ, người Áo tiến vào Hungary, và xâm lăng Vishgrad, Uyvar và Budapest.
Đây là lần thứ 2 mà đế quốc Ottoman không thành công trong việc bao vây Viên (sau cuộc vây hãm Viên năm 1529 của Suleiyman Đại đế).

## Một số nhân vật lãnh đạo trong trận đánh

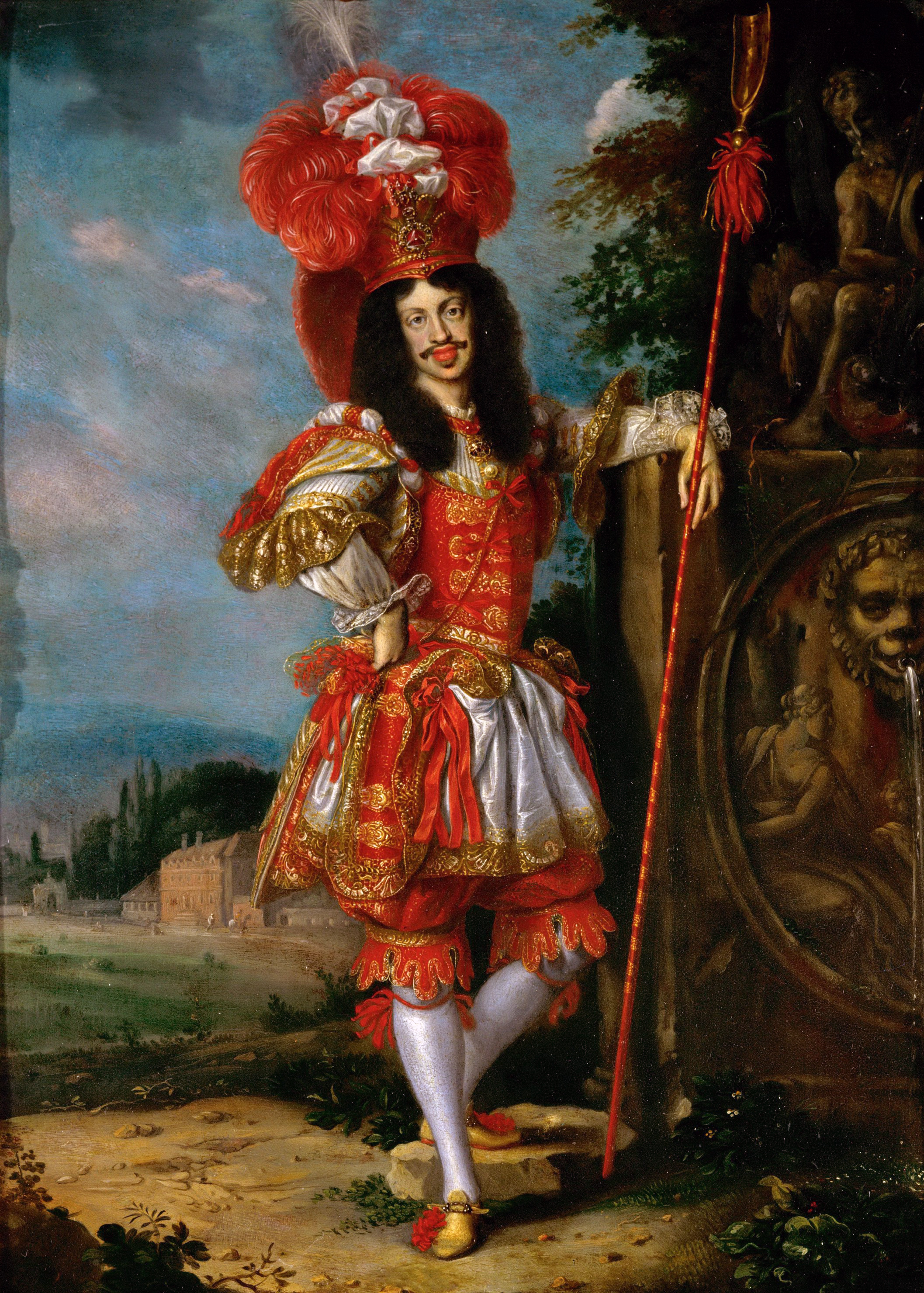
Hoàng đế Leopold I của Thánh chế La Mã
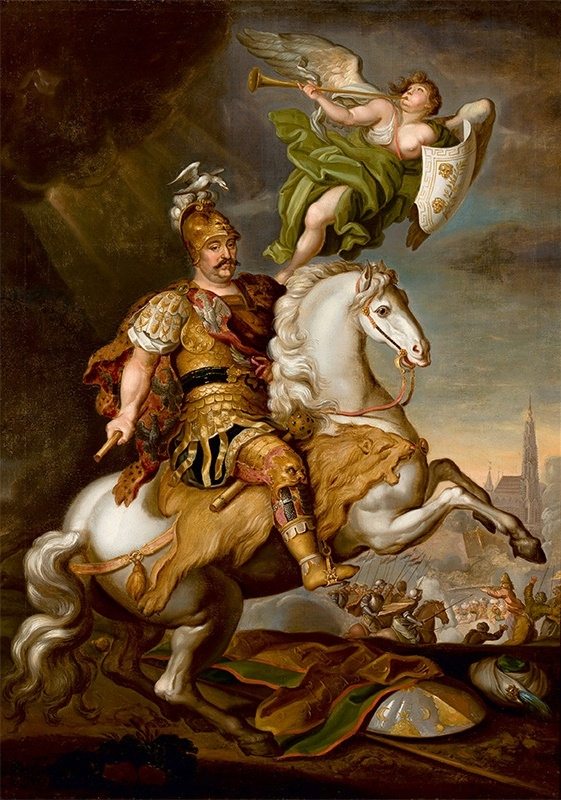
Vua Ba Lan Jan III Sobieski
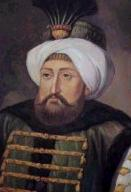
Hoàng đế Mehmed IV nhà Ottoman
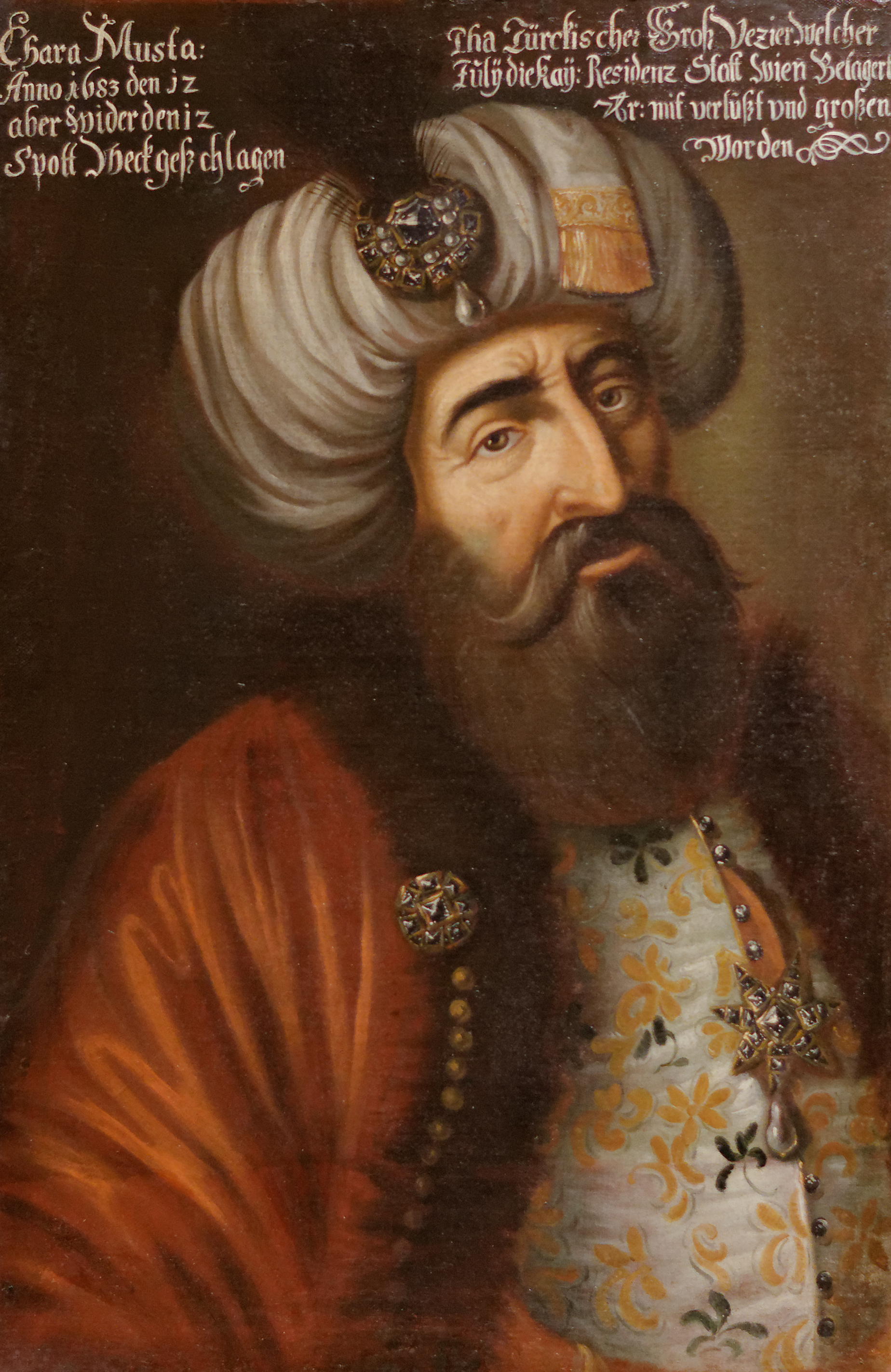
Tể tướng Ottoman Kara Mustafa Pasha